# Ève-Marie Arnault
Pour les articles homonymes, voir Arnault.
Ève-Marie Arnault est une costumière française.

## Filmographie partielle
Sauf indication contraire, les informations mentionnées dans cette section peuvent être confirmées par les bases de données cinématographiques IMDb et Allociné,  présentes dans la section « Liens externes ».

### Cinéma
- 1982 : Le Quart d’heure américain
- 1983 : Un homme à ma taille
- 1988 : Savannah
- 1989 : Comédie d’été
- 1992 : Les Équilibristes
- 1992 : Riens du tout
- 1993 : La Cavale des fous
- 1999 : Rembrandt
- 2000 : Stand-by
- 2002 : Comme un avion
- 2002 : Samouraïs
- 2002 : Vivre me tue
- 2003 : Le Soleil assassiné
- 2004 : Holy Lola
- 2005 : Aux abois
- 2006 : Vive la bombe !
- 2007 : L’Affaire Christian Ranucci : Le Combat d’une mère
- 2008 : Voici venir l’orage…
- 2008 : Parlez-moi de la pluie
- 2012 : Le Capital
- 2013 : Les Profs
- 2014 : Qu'est-ce qu'on a fait au Bon Dieu ?
- 2014 : L'Ex de ma vie
- 2015 : Les Profs 2
- 2016 : Débarquement immédiat !
- 2016 : Alibi.com

### Télévision
- 1997 : Le Rouge et le Noir (téléfilm en deux parties)
- 2003 : Colette, une femme libre (téléfilm en deux parties)
- 2006 : Vive la bombe ! (téléfilm)
- 2007 : L'Affaire Ben Barka (téléfilm)
- 2008 : Voici venir l'orage... (téléfilm en trois parties)
- 2009 : Elles et moi (téléfilm en deux parties)
- 2010 : Vivace (téléfilm)
- 2011 : Isabelle disparue (téléfilm)
- 2012 : Rapace (téléfilm)
- 2012 : L'Innocent (téléfilm)
- 2013 : La Dernière Campagne (téléfilm)

## Distinction
Sauf indication contraire, les informations mentionnées dans cette section peuvent être confirmées par les bases de données cinématographiques IMDb et Allociné,  présentes dans la section « Liens externes ».
- César 2000 : nomination pour le César des meilleurs costumes pour Rembrandt